# Кейвы
Ке́йвы (от фин. kivi — камень) — возвышенность на Кольском полуострове. Длина 200 км. Высшая точка — 397 м над уровнем моря (гора Ягельурта). Расположена восточнее озера Умбозеро. Является водоразделом рек Поной и Йоканга. Сложена кианитовыми и слюдистыми сланцами, прорванными местами интрузиями щелочных и редкометалльных гранитных пегматитов. Плоские участки гребня гор покрыты лишайниками и используются пастбищами для северных оленей. На северной стороне возвышенности берут начало реки: Сухая и Йоканга. На южной: Поной, Лебяжья, Лосинга. Множество ущелий и глубоких долин. Климат переходный от субарктического морского к умеренно холодному. Средние температуры января −10-14, июля +9+12 градусов. Зима продолжительная, с частыми метелями и сильными ветрами. Лето короткое, с дождями и туманами. Заморозки и выпадение снега вероятны в любой день лета. Распространена вечная мерзлота. В Кейвах расположены крупнейшие в мире месторождения граната (альмандин), кианита и ставролита (алюминиевое сырье). Тут добывается лучший по своим декоративным качествам амазонит (крупнейшие в мире амазонитовые пегматиты). Имеются крупные месторождения лития и бериллия, редких металлов (цезий, иттрий др.), слюды, кварца. Гора Плоская — геологический памятник природы, содержит месторождение минералов (амазонитовые пегматиты).